# Кремниевый лес

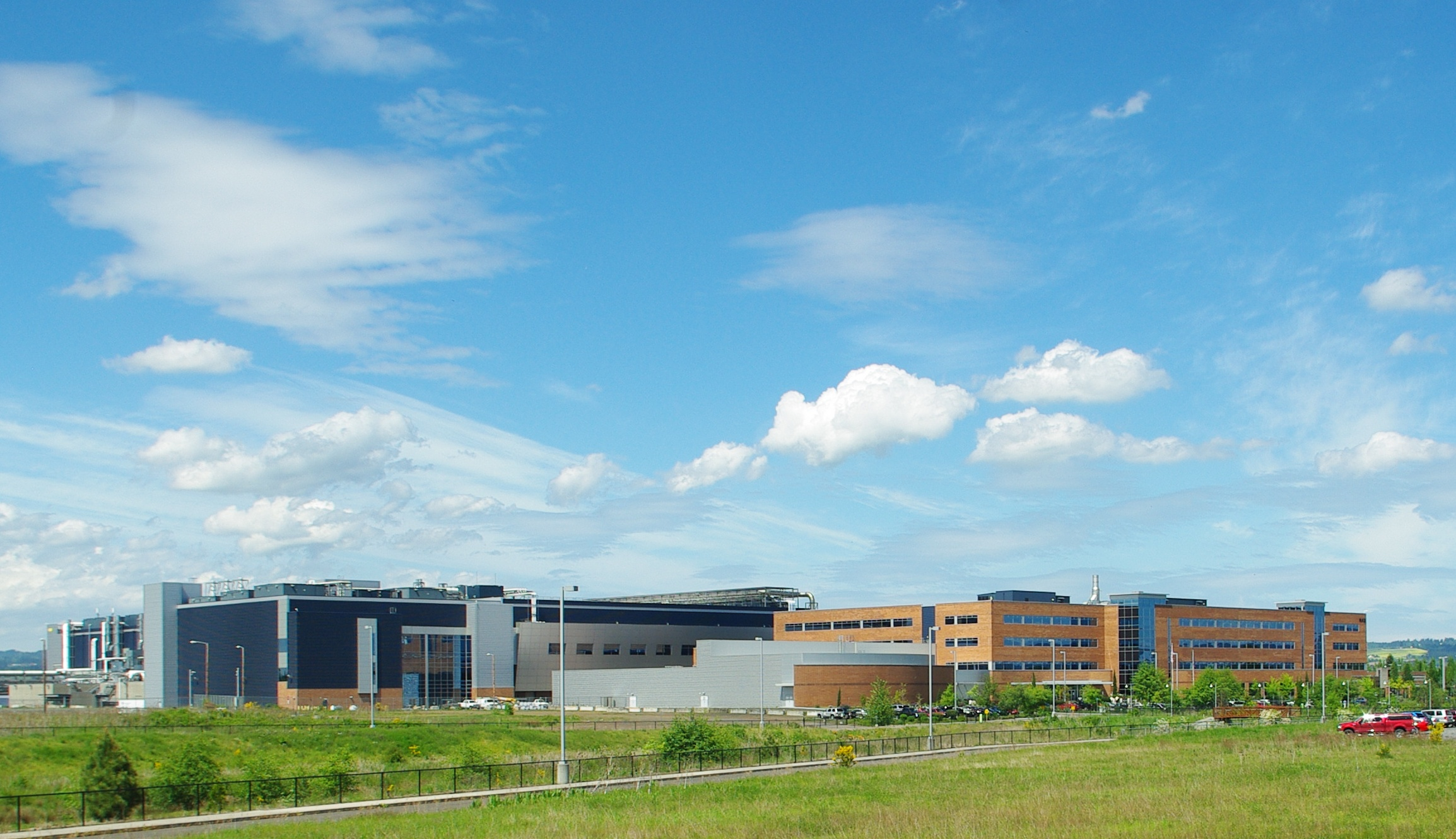
Комплекс зданий Ronler Acres компании Intel в Хилсборо

Кремниевый лес (англ. Silicon Forest) — название скопления высокотехнологичных компаний, расположенных в районе Портленда, в штате Орегон (США) и на юго-западе штата Вашингтон, и чаще всего обозначает промышленный коридор между Бивертоном и Хилсборо на северо-западе Орегона.
Название схоже с названием района Кремниевая долина на юге залива Сан-Франциско в Калифорнии. Компании в районе Портленда традиционно специализируются на устройствах вывода информации — мониторах и принтерах с соответствующими программными продуктами. Здесь расположена заметная часть предприятий региона, работающих в области чистых технологий (англ.).

## История

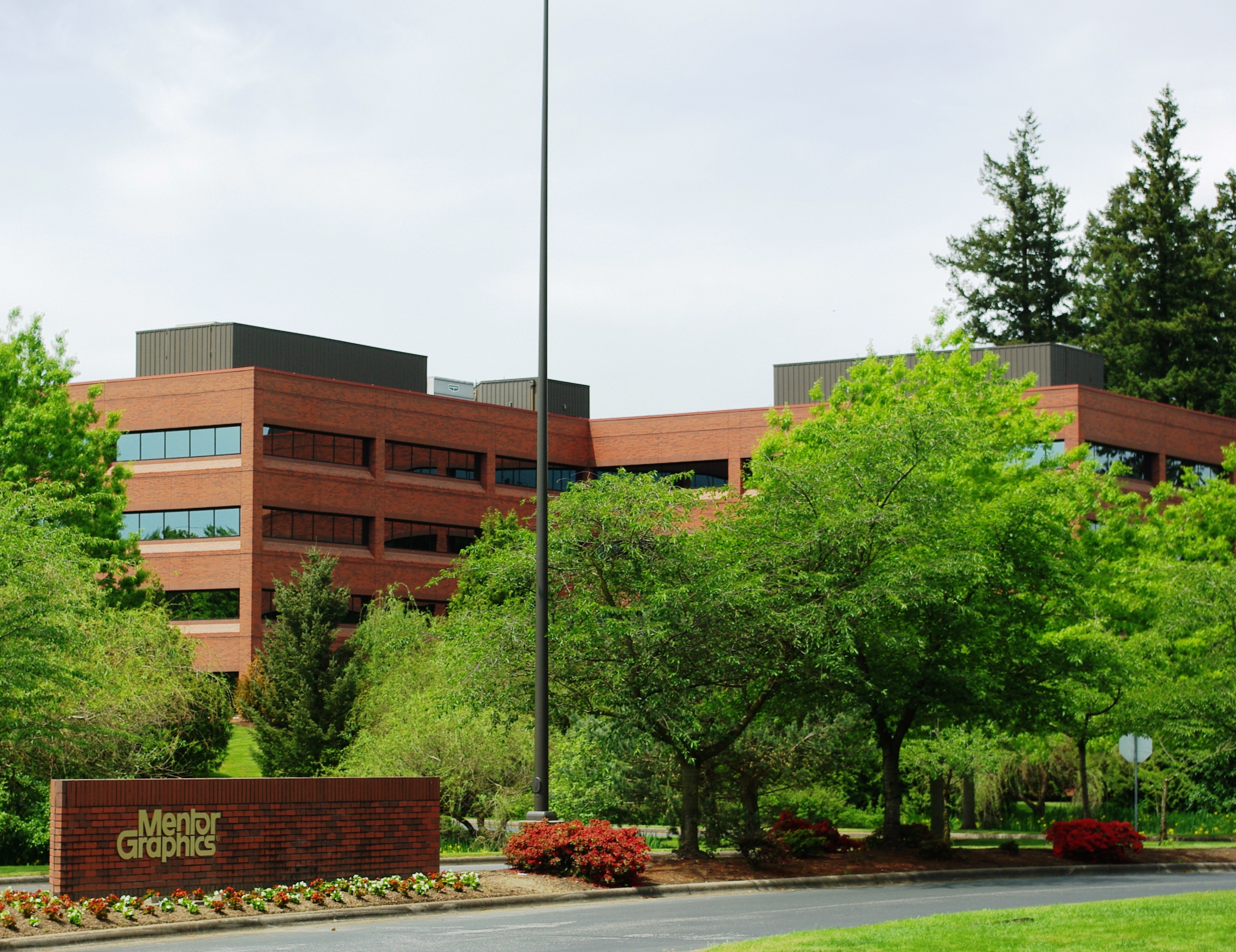
Штаб-квартира Mentor Graphics в Уилсонвилле

Кремниевым лесом могут называть все высокотехнологичные компании в Орегоне, но обычно это относится только к округу Вашингтон западнее Портленда. Название впервые было использовано в пресс-релизе одной японской компании в 1981 году. В 1984 году Lattice Semiconductor зарегистрировала его в качестве торговой марки, но не использует его в своих маркетинговых документах. Основатели Lattice иногда упоминаются как люди, предложившие этот термин.
Высокотехнологичная промышленность в Портленде ведёт свою историю с 1940-х годов. Пионерами были Tektronix и Electro Scientific Industries (англ.). Они начинали в самом Портленде, но переместились в округ Вашингтон в 1951 и 1962 годах, соответственно, и застроенные участки проектировались для привлечения других высокотехнологичных компаний. Две эти компании, а позже и Intel, способствовали созданию множества побочных компаний и стартапов, некоторые из которых стали очень успешными. Диссертация 2003 года о компаниях послужила основой для постера с генеалогическим древом 894 компаний из Кремниевого леса. Количество работников, занятых в высокотехнологичном бизнесе, достигло пика в 73 000 человек в 2001 году, но к 2008 году снизилось на 20 % до 58 000.

## Список присутствующих компаний
Далее представлен неполный список компаний, которые целиком находятся в Кремниевом лесу, либо присутствуют их подразделения.

### Ныне действующие

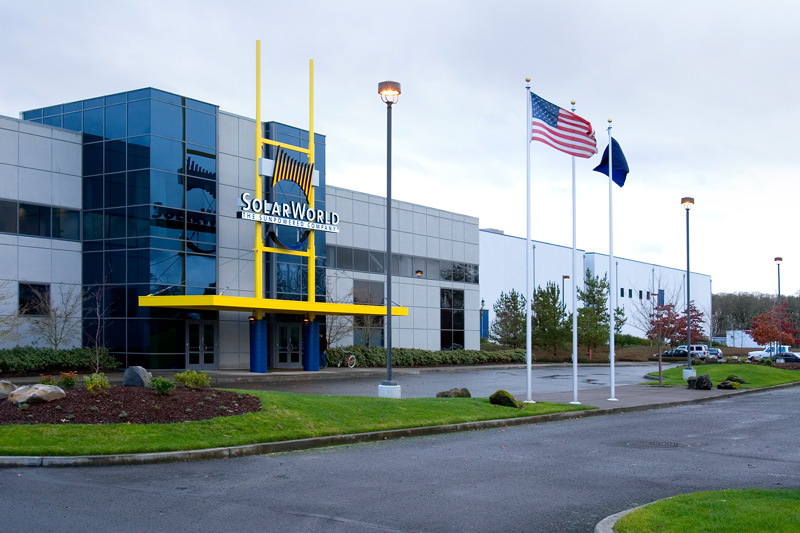
Американская штаб-квартира SolarWorld в Хилсборо

- Ambric (куплена компанией Nethra Imaging в апреле 2009 года)
- ARRIS (после приобретения компании C-COR)
- Cascade Microtech
- ClearEdge Power[6]
- Consumer Cellular[7]
- Digimarc[7]
- Electro Scientific Industries
- Elemental Technologies
- Epson
- EthicsPoint[8]
- Extensis
- Seiko Epson[9]
- FEI Company
- FLIR Systems
- GemStone Systems
- Genentech[10]
- Hewlett-Packard
- IBM (после приобретения компании Sequent)
- InFocus[11]
- Intel[12]
- Integra Telecom[7]
- IP Fabrics
- Jive Software
- LaCie
- Laika[13]
- Lattice Semiconductor
- Maxim Integrated Products
- Mentor Graphics[11]
- Merix Corporation
- Novellus Systems
- ON Semiconductor[14]
- Panic Software
- Phoseon Technology[15]
- Planar Systems
- Puppet Labs[16]
- RadiSys Corporation
- Sage Software (после покупки Timberline)
- Siltronic
- SolarWorld
- Sun Microsystems
- Synopsys
- Tektronix
- Tripwire
- TriQuint Semiconductor
- VeriWave[17]
- Vernier Software & Technology[7]
- WaferTech (ныне подразделение TSMC)
- Webtrends
- Xerox[18]
- XPLANE[19]
- XpressBet
- Yahoo![20]

### Ранее действовавшие

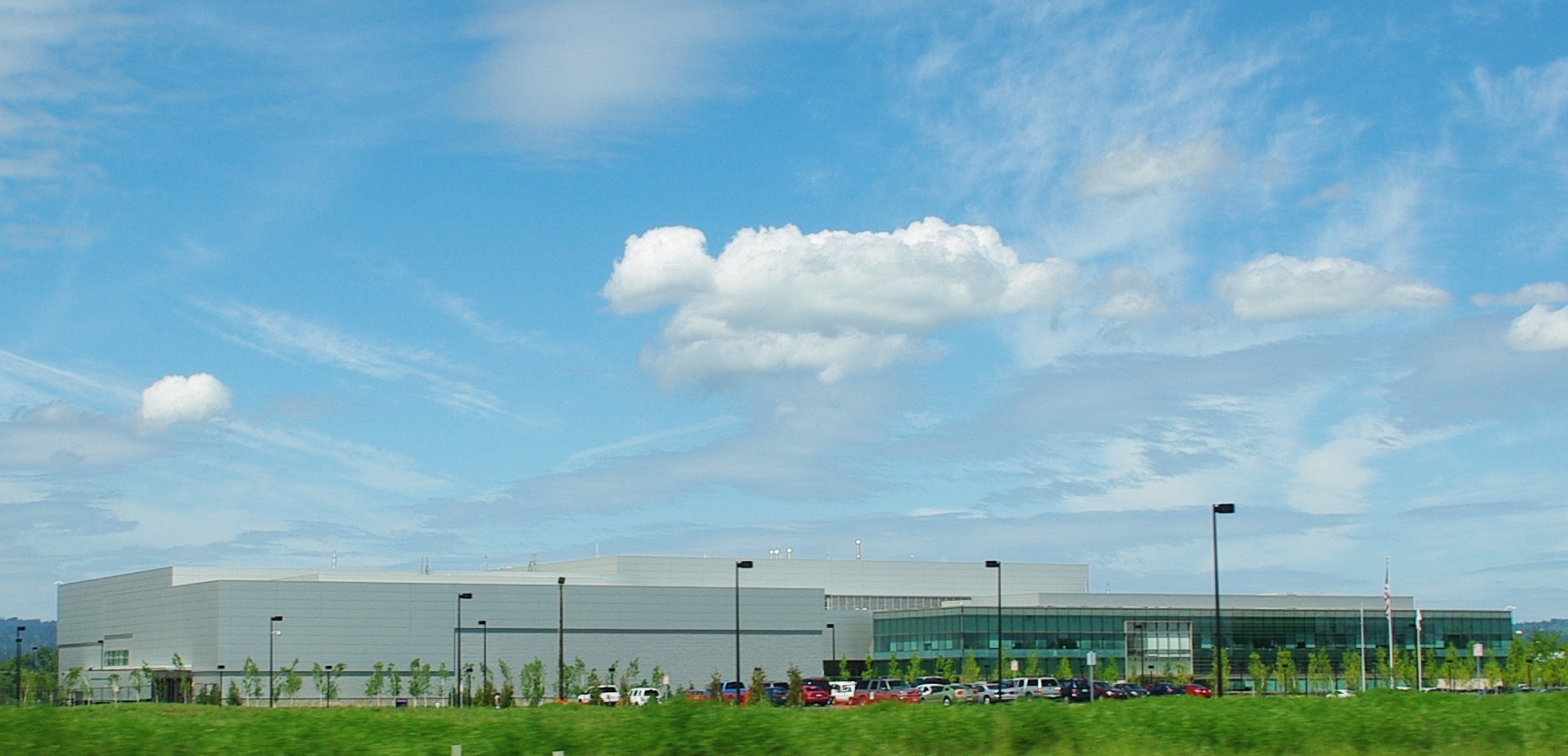
Предприятие Genentech в Хилсборо

- BiiN
- Central Point Software
- Etec Systems, Inc.
- Floating Point Systems
- Fujitsu (закрыла завод)[21]
- NEC (закрыла завод)[21]
- Open Source Development Labs
- Sequent Computer Systems